# Gasterosteiformes

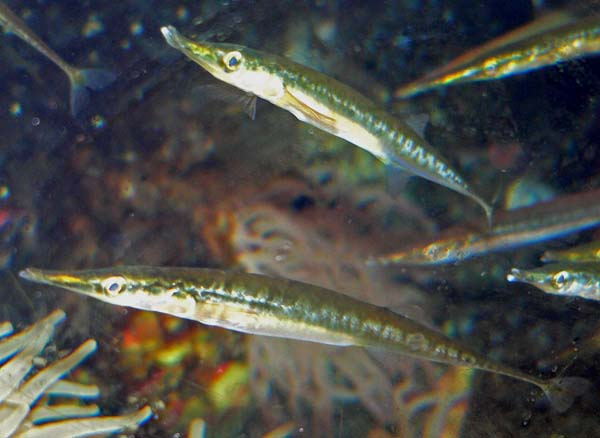
Aulorhynchus flavidus

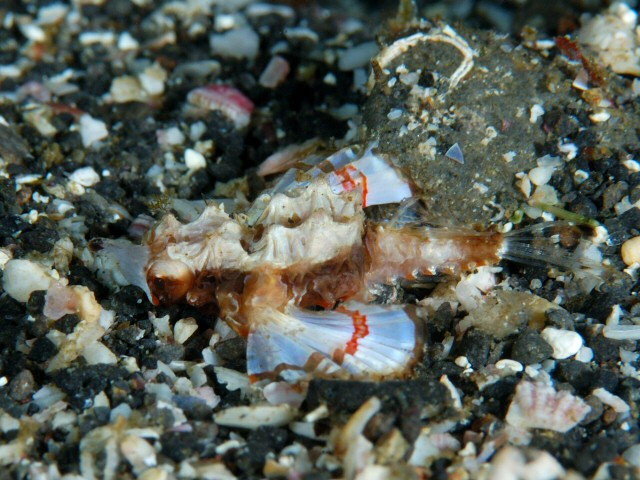
Eurypegasus draconis

Los Gasterosteiformes son un orden de peces marinos teleósteos del superorden acantopterigios. Unas 19 especies están restringidas al agua dulce, mientras que otras 40 especies son de aguas salobres; algunos son variablemente diádromos, o al menos capaces de entrar indistintamente en agua de río y marina.
Tienen el cuerpo a menudo recubierto con una armadura de placas dérmicas, mientras que la boca suele ser pequeña. No tienen supramaxilar y otros huesos del cráneo.

## Sistemática
Existe controversia acerca de como clasificar estas familias. Según el ITIS habría 11 familias encuadradas en dos subórdenes:
- Suborden Gasterosteoidei
  - Aulorhynchidae
  - Hypoptychidae
  - Gasterosteidae
- Suborden Syngnathoidei
  - Aulostomidae
  - Centriscidae
  - Fistulariidae
  - Indostomidae
  - Macroramphosidae
  - Pegasidae
  - Solenostomidae
  - Syngnathidae

Mientras que según FishBase, basándose en estudios morfológicos más recientes, separa gran parte de ellas en el orden Syngnathiformes y considera en este orden sólo 5 familias:
- Aulorhynchidae - Trompudos
- Gasterosteidae - Espinosos
- Hypoptychidae - Anguilas de arena
- Indostomidae - Indostómidos
- Pegasidae - Peces dragón